# Friedrich Karl von Schönborn-Buchheim
Friedrich Karl von Schönborn-Buchheim (Magonza, 3 marzo 1674 – Bamberga, 26 luglio 1746) è stato barone e poi conte (dal 1701) del Sacro Romano Impero, e principe vescovo di Würzburg e Bamberga, nonché cancelliere dell'Impero.

## Biografia
Egli era figlio del Primo Ministro di Magonza, Melchior Friedrich von Schönborn-Buchheim, ed era nipote del principe-arcivescovo Franz Lothar von Schönborn. Suo fratello maggiore fu Johann Philipp Franz von Schönborn e suoi fratelli minori furono Damian Hugo von Schönborn-Buchheim e Franz Georg von Schönborn.
A partire dal 1681 frequentò come i fratelli il Collegio dei gesuiti di Aschaffenburg e nel 1701 ricevette la propria ordinazione sacerdotale. Nel 1704 venne accettato come canonico della Cattedrale di Würzburg e l'anno successivo venne accettato anche a Bamberga.
Dopo aver completato i propri studi a Magonza e a Roma, lo zio Lothar Franz lo inserì nel corpo diplomatico che doveva occuparsi di delicate missioni in Polonia, Svezia, Prussia e Sassonia. Egli riuscì a mediare diligentemente la situazione diplomatica nel corso della guerra di successione spagnola tra l'Imperatore ed il Papa. Come membro della cancelleria imperiale entrò personalmente in confidenza con la famiglia degli Asburgo, fatto che ebbe risvolti favorevoli anche per lo zio arcivescovo. Per questa sua influenza, alla morte dello zio Lothar Franz, nel 1729 venne eletto principe vescovo di Bamberga, ottenendo successivamente anche la sede episcopale di Würzburg sei mesi dopo.
Durante il suo regno si verificò un vero e proprio boom artistico ed economico nelle diocesi. Egli fu autore di un grande rinnovamento anche urbano che portò alla costruzione di oltre cento chiese, riuscendo d'altro canto a realizzare misure economiche che poterono sostenere gli alti costi dei progetti.
Le sue riforme in materia di giustizia e la sua amministrazione furono grandemente ispirate dall'illuminismo. Anche le università vennero riformate, con una rinnovata attenzione per le scienze naturali e per la medicina.
Friedrich Karl morì dopo una breve malattia, ultimo dei suoi fratelli. Il suo corpo venne sepolto nella Cappella degli Schönborn nella Cattedrale di Würzburg, mentre il suo cuore riposa nella Cappella della residenza di Bamberga, i suoi occhi e la sua lingua nella Loretokapelle a Göllersdorf: così venne sepolto per sua volontà.

## Genealogia episcopale e successione apostolica
La genealogia episcopale è:
- Cardinale Guillaume d'Estouteville, O.S.B.Clun.
- Papa Sisto IV
- Papa Giulio II
- Cardinale Raffaele Riario
- Papa Leone X
- Papa Clemente VII
- Cardinale Antonio Sanseverino, O.S.Io.Hieros.
- Cardinale Giovanni Michele Saraceni
- Papa Pio V
- Cardinale Innico d'Avalos d'Aragona, O.S.Iacobi
- Cardinale Scipione Gonzaga
- Patriarca Fabio Biondi
- Papa Urbano VIII
- Cardinale Cosimo de Torres
- Cardinale Francesco Maria Brancaccio
- Vescovo Miguel Juan Balaguer Camarasa, O.S.Io.Hieros.
- Papa Alessandro VII
- Arcivescovo Massimiliano Enrico di Baviera
- Vescovo Johann Heinrich von Anethan
- Arcivescovo Anselm Franz von Ingelheim
- Vescovo Matthias Starck
- Arcivescovo Lothar Franz von Schönborn
- Vescovo Friedrich Karl von Schönborn-Buchheim

La successione apostolica è:
- Arcivescovo Franz Georg von Schönborn (1729)
- Vescovo Antal Kázmér von Thurn und Valsassina (1730)
- Arcivescovo Gabriel Patačić (1731)
- Vescovo Franz Joseph Anton von Hahn (1734)